# I Think We're Alone Now (lied)
I Think We're Alone Now is een nummer geschreven en gecomponeerd door Ritchie Cordell. Het nummer werd eerst opgenomen door Tommy James and the Shondells, die het in 1967 uitbrachten als eerste single van hun gelijknamige derde studioalbum. 
"I Think We're Alone Now" gaat over een verbod op tienerseks. Het nummer was oorspronkelijk een ballad, maar toen Cordell het aan Tommy James gaf, nam James een sneller demo op en maakte hij het nummer ook sneller. De plaat vooral een hit in Noord-Amerika, met een 4e positie in de Amerikaanse Billboard Hot 100. In Europa deed het nummer niets in de hitlijsten.
Het nummer kent vele coverversies, waarvan de uitvoering van Tiffany veruit de bekendste is.

## Tracklijst
- 7"

1. "I Think We're Alone Now" - 2:08
2. "Gone, Gone, Gone" - 2:13

## Tiffany
In 1988 bracht de Amerikaanse zangeres Tiffany een cover van het nummer uit, als tweede single van haar titelloze debuutalbum.
Toen producer George Tobin een cassette aan Tiffany gaf met de originele versie van "I Think We're Alone Now" erop, voelde Tiffany er niets voor om een cover van het nummer op te nemen. Ze vond hem niet modern en niet hip genoeg. Toen Tobin het nummer aanpaste en dansbaarder maakte, wist hij Tiffany toch te overtuigen het op te nemen. Helemaal nadat ze Tobins remix aan vriendinnen liet horen, die erop begonnen te dansen. De op dat moment 16-jarige Tiffany besefte toen nog niet dat het nummer over een verbod op tienerseks ging.
Waar het origineel slechts in een handjevol landen een hit werd, scoorde Tiffany met haar cover een wereldhit. Het bereikte de nummer 1-positie in de Amerikaanse Billboard Hot 100, waarmee het succes van het origineel overtroffen werd. In zowel de Nederlandse Top 40 als de Vlaamse Radio 2 Top 30 bereikte de versie de 2e positie.

### Tracklijst
- 7"

1. "I Think We're Alone Now" - 3:47
2. "No Rules" - 4:05

## Darlyn
Ook de Nederlandse band Darlyn bracht een cover van het nummer uit. Hun uitvoering is een ingetogen ballad, die in 2018 en 2019 werd gebruikt in de reclamecampagnes van McDonald's. Eind 2019 werd de cover op single uitgebracht. Het werd NPO Radio 2 TopSong en bereikte de 23e positie in de Tipparade. De cover is terug te vinden op hun album Was It a Dream.

### Tracklijst
- Muziekdownload

1. "I Think We're Alone Now" - 2:49